# Беклемишев, Нил Нилович
Нил Ни́лович Беклеми́шев (род. 25 мая 1941, Москва) — российский физик, специалист по экономике высшего образования. Доктор физико-математических наук, профессор, заведующий кафедрой физики, проректор по экономике и развитию «МАТИ» — Российского государственного технологического университета имени К. Э. Циолковского. Заслуженный деятель науки Российской Федерации.

## Научная и педагогическая деятельность
Председатель диссертационного совета Д 212.110.08 по защите диссертаций на соискание учёной степени доктора и кандидата наук при «МАТИ» — РГТУ им. К. Э. Циолковского, специальности: физическая электроника, математическое моделирование, численные методы и комплексы программ (технические науки).
Под председательством профессора Н. Н. Беклемишева ежегодно в апреле проводится работа секции № 3 «Механика и моделирование материалов и технологий» Международной молодёжной научной конференции «Гагаринские чтения».

## Признание
- 1999: заслуженный деятель науки Российской Федерации;
- действительный член РАЕН.